# Ceratinella rosea
Ceratinella rosea là một loài nhện trong họ Linyphiidae.
Loài này thuộc chi Ceratinella. Ceratinella rosea được Oliger miêu tả năm 1985.